# Hermann Finzenhagen
Carl Hermann Ludwig Finzenhagen (* 6. Januar 1825 in Oebisfelde; † 14. August 1914 in Magdeburg) war ein deutscher Organist, Dirigent und Komponist.

## Leben
Hermann Finzenhagen war ein Sohn des Lehrers Friedrich Finzenhagen in Oebisfelde. Er besuchte das Königliche evangelische Lehrerseminar in Magdeburg. 1849 wurde er Lehrer an der Höheren Töchterschule.
Seit Ende 1851 wirkte er als Organist an der heute nicht mehr erhaltenen Jacobikirche in Magdeburg. 1861 gründete er  einen gemischten Chor, den Verein für geistlichen und weltlichen Chorgesang, der in Magdeburg auch als Finzenhagenscher Gesangverein bekannt war. Der Chor wirkte in Festgottesdiensten mit. Mit ihm veranstaltete Finzenhagen Volkskonzerte bei freiem Eintritt. 
Sein Sohn Ludwig Hermann Otto Finzenhagen (1860–1931) wurde ebenfalls Organist in Magdeburg. 

## Werke
- Choralvorspiele für Orgel
  - Jesu, meine Freude (Digitalisat)[2]
- Lieder für Singstimme und Klavier
- Chorkompositionen (Motetten, Kantaten, Lieder)

## Auszeichnungen
- Titel Königlicher Musikdirektor (1881)
- Königlicher Kronen-Orden (Preußen), 4. Klasse (1899 zum 50-jährigen Dienstjubiläum)
- Roter Adlerorden, 4. Klasse (1906 beim Eintritt in den Ruhestand)